# 高枬
高枬（1852年—1904年），又名高枏，字城南、澂蘭，四川瀘州直隸州（今四川省瀘州市瀘縣）人，清朝政治人物、進士出身。
光緒二年，中舉；光緒十五年，登進士，同年五月，改翰林院庶吉士。光緒十六年四月，散館，授翰林院編修，后改國史館協修官。光緒十九年，任山西鄉試副考官。后任掌山東道監察御史。